# 蛤蟆功
蛤蟆功為《少林正宗七十二藝》之一，又稱癩團勁、舉墩子，亦是金庸武俠小說裏一套武功，隸屬於西域武學，為西毒歐陽鋒的最強絕技，後傳給義子楊過。在《射鵰英雄傳》曾在第一次華山論劍與黃藥師的劈空掌、弹指神通、洪七公的降龍十八掌和段智興的一陽指（不含先天功）打成平手。而其剋星是南帝段智興的一陽指（需配合先天功才有效）。
蛤蟆功是天下武學中的一門絕頂功夫。蛤蟆之爲物，先在土中久藏，積蓄精力，出土後不須多食。蛤蟆功也講究積勁蓄力之道，發功時蹲在地下，雙手彎與肩齊，嘴裡發出咯咯叫聲，宛似一隻大青蛙作勢相撲，雙手平推，吐氣揚眉，威力十足。武學要旨在於以靜制動，全身蓄勁涵勢，只要敵人一施攻擊，立時便有猛烈無比的勁道反擊，只是這門武功需以深厚内功的修習，艱難無比，練得稍有不對，不免身受重傷，甚或吐血身亡，以緻當年連歐陽鋒親生兒子歐陽克亦未傳授，然而，歐陽鋒在《神鵰俠侶》中神志不清之際，才迷迷糊糊地傳給楊過以驅毒療傷，但楊過只是習得皮毛，故無大礙。整套金庸小說蛤蟆功大成者只有歐陽鋒一人。
在《神雕侠侣》中，楊過因用這招打傷武修文而被趕出桃花島，打傷鹿清篤而被趕出全真教，最後為救小龍女而用來打傷李莫愁後，蛤蟆功便沒有在小說中出現。
在周星馳2004年的作品《功夫》中，為火雲邪神的必殺技。